# Jennifer Lesieur
Jennifer Lesieur, née en 1978, est une autrice française.

## Biographie
Jennifer Lesieur naît en 1978 d'un père pilote de ligne.
Elle est qualifiée d'historienne sur France Inter, de reporter sur Ouest-France et de journaliste culturelle et biographe sur Radio France.
En 2008, elle est lauréate du prix Goncourt de la biographie grâce à son livre sur Jack London.
En 2010 paraît son livre sur l'aviatrice Amelia Earhart.
En 2019 est publié son ouvrage sur l'écrivain Bruce Chatwin Tu marcheras dans le soleil.
En 2023 paraît son livre sur la conservatrice de musée pendant l'Occupation Rose Valland Rose Valland, l'espionne à l'œuvre,.
En 2025 paraît son livre sur le couple Fanny Osbourne-Robert Louis Stevenson Les amants nomades grâce auquel elle obtient la même année le prix du livre de plage des Sables-d'Olonne.

## Publications
- Massive Attack de A à Z, Prélude et Fugue, 2002 (ISBN 9782843430930).
- Air de A à Z, Prélude et Fugue, 2002 (ISBN 9782843431210).
- Lorie de A à Z, Prélude et Fugue, 2003 (ISBN 9782843431463).
- L'homme de la tour d'en bas: roman historique, Éd. Persée, 2008 (ISBN 978-2-35216-172-1).
- Jack London, Tallandier, 2007 (ISBN 978-2-84734-406-6)[12].
- Patti Smith, le Castor astral, coll. « Castor music », 2009 (ISBN 978-2-85920-806-6).
- Amelia Earhart, B. Grasset, 2010 (ISBN 978-2-246-75731-3)[2].
- Mishima, Gallimard, coll. « Folio », 2011 (ISBN 978-2-07-034158-0)[13].
- Alexandra David-Néel, Gallimard, coll. « Folio », 2013 (ISBN 978-2-07-034897-8)[14].
- Dictionnaire insolite de la Suède, Cosmopole, coll. « Dictionnaire insolite », 2018 (ISBN 978-2-84630-135-0).
- Tu marcheras dans le soleil, Stock, 2019 (ISBN 978-2-234-08446-9)[7].
- Dans les bois, nos racines, Arthaud, 2022 (ISBN 978-2-08-024497-0)[15].
- Passage du cyclone: roman, Stock, 2022 (ISBN 978-2-234-09131-3)[16].
- Rose Valland, l'espionne à l'oeuvre, le Livre de poche, coll. « Le livre de poche », 2024 (ISBN 978-2-253-24937-5)[3].
- Antarctica blues: récit, Stock, 2024 (ISBN 978-2-234-09597-7)[4].
- Les amants nomades: Fanny et Robert Louis Stevenson, Arthaud, 2025 (ISBN 978-2-08-041470-0)[10].